# Programma New Frontiers

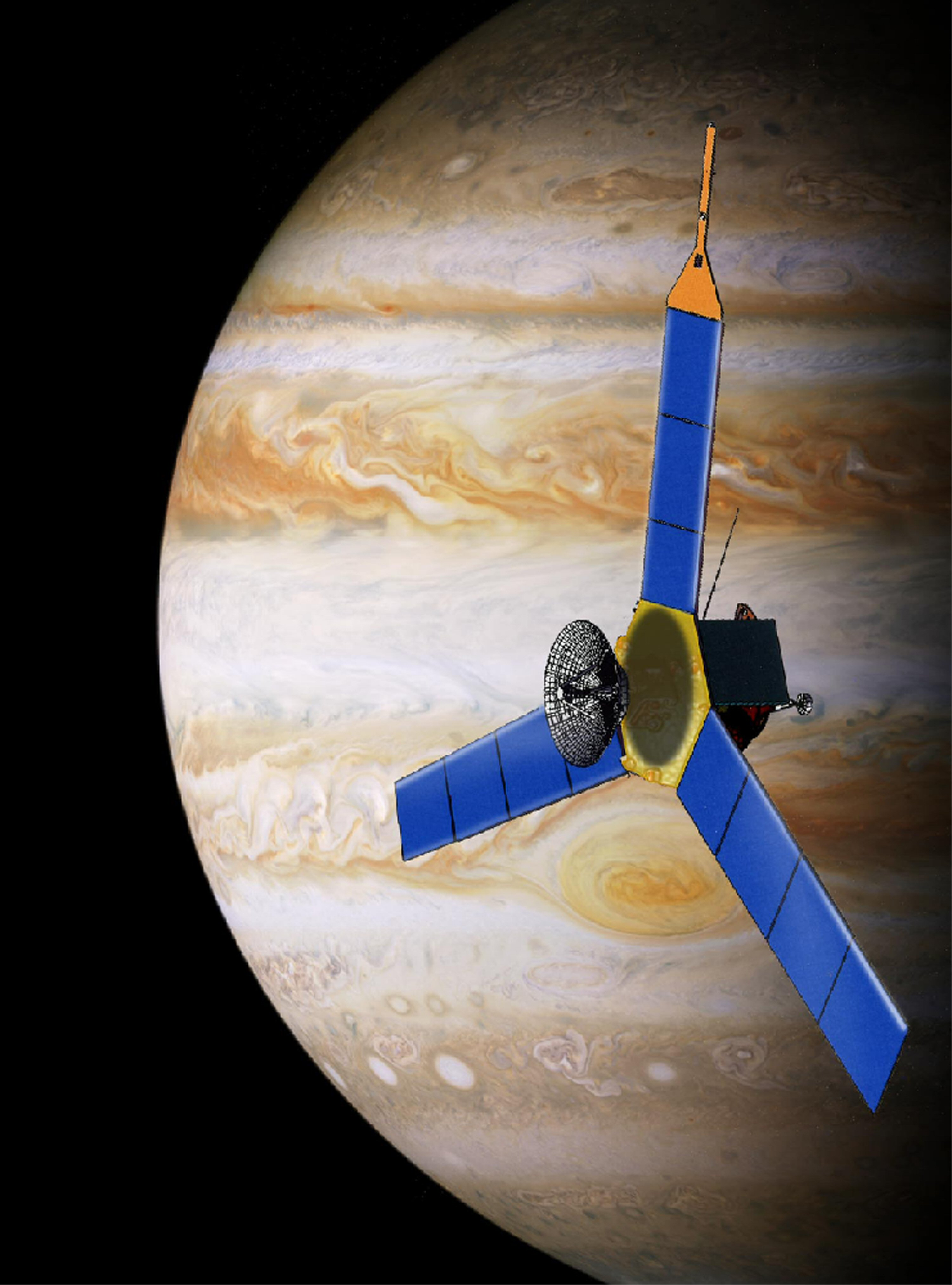
Rappresentazione artistica della sonda Juno.

Il Programma New Frontiers è un programma della NASA volto all'esplorazione del sistema solare, con missioni spaziali altamente specializzate e a medio costo.
Esso riprende le modalità di successo dei Programmi Explorer e Discovery, con un principal investigator che dirige l'ideazione, la produzione e, infine, la fase operativa della missione a lui affidata. È stato ideato per promuovere missioni di classe media, che abbiano obbiettivi che non possano essere raggiunti con missioni a basso costo (che non siano cioè inquadrabili entro il Programma Discovery), né che richiedano un impegno e una spesa propri delle missioni flagship. Missioni volte all'esplorazione di Marte sono volutamente escluse dal programma, essendo oggetto del Programma Mars Scout.
Ci sono attualmente tre missioni New Frontiers in corso:
- New Horizons - lanciata nel 2006, nel 2015 ha sorvolato Plutone
- Juno - lanciata nel 2011 e in orbita attorno a Giove dal 2016
- OSIRIS-REx  - lanciata nel 2016, è una missione di ritorno del campione: ha orbitato attorno all'asteroide 101955 Bennu dal 2018 al 2021 e dopo aver recuperato dei campioni dalla superficie dell'asteroide, li ha riportati sulla Terra nel 2023 (rilasciando una capsula). La sonda continuerà con una missione estesa per studiare, nel 2029, 99942 Apophis.

Il 27 giugno 2019 è stata scelta la missione Dragonfly come quarta missione del programma New Frontiers.

## Storia

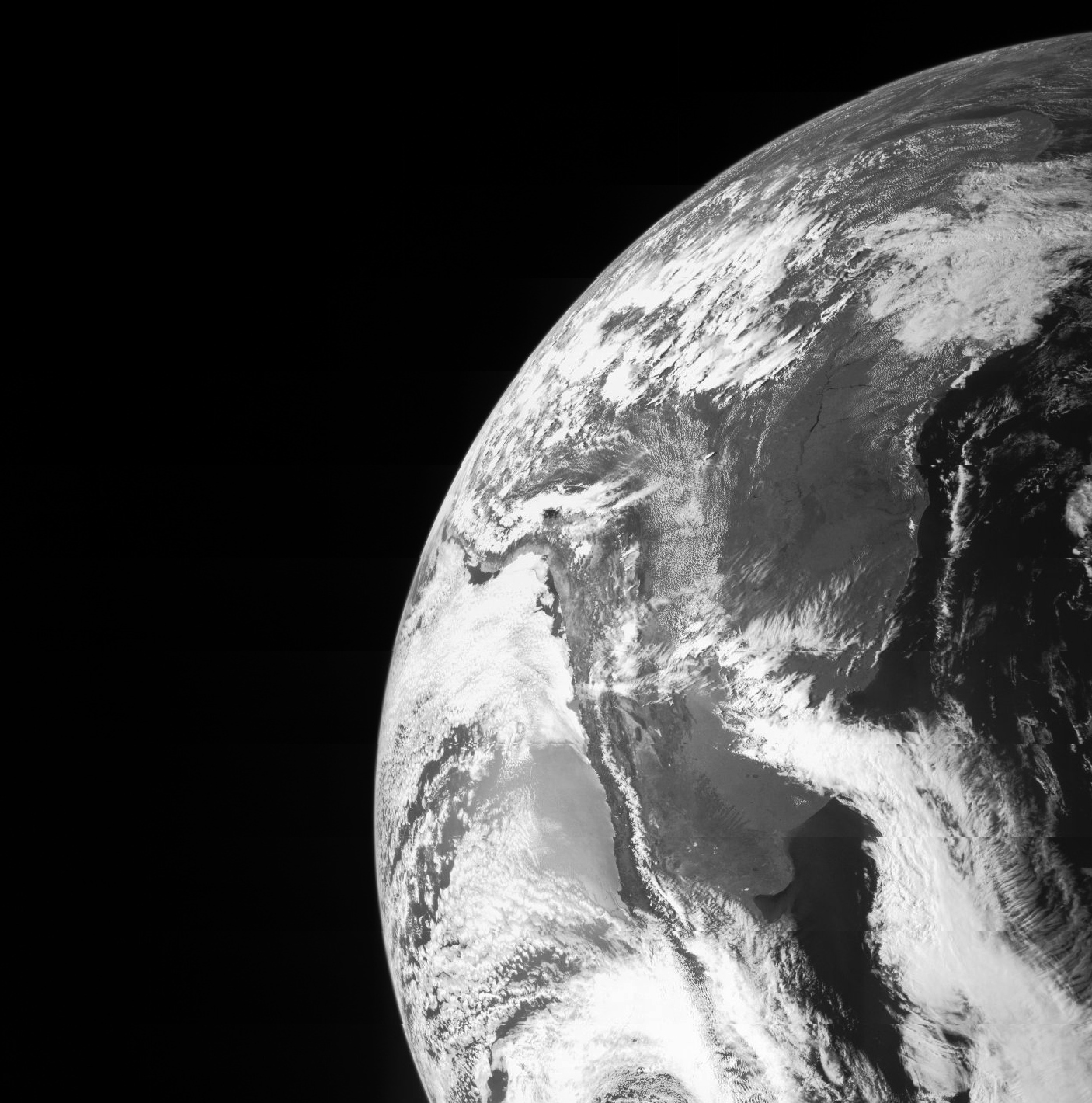
La Terra ripresa nell'ottobre del 2013 dalla sonda Juno durante una sorvolo ravvicinato nel percorso verso Giove.

Il Programma New Frontiers è stato ideato e voluto dalla NASA ed approvato dal Congresso degli Stati Uniti tra il 2002 ed il 2003. In particolare, ne sostennero l'approvazione due dirigenti di lungo corso: Edward J. Weiler, amministratore delegato del direttorato delle missioni spaziali (Science Mission Directorate), e Colleen Hartman, direttrice della divisione per l'esplorazione del sistema solare (Solar System Exploration Division).
La missione New Horizons per l'esplorazione di Plutone, che era stata approvata nel novembre del 2001, fu inquadrata nel Programma New Frontiers dopo la sua introduzione, divenendo la prima missione del nuovo programma di esplorazione.
Nel 2003, il National Research Council statunitense pubblicò le linee guida decennali sull'esplorazione del sistema solare, individuando i principali obiettivi che la NASA avrebbe dovuto perseguire. In particolare, tra le missioni di classe media, il consiglio selezionò le seguenti cinque proposte come tecnologicamente realizzabili nel tetto di spesa previsto dal governo statunitense:
- Venus In Situ Explorer - volta all'esplorazione della superficie di Venere
- South Pole-Aitken Basin Sample Return - volta al recupero di campioni lunari in prossimità del cratere Aitken
- Kuiper Belt-Pluto Explorer - per l'esplorazione di Plutone e della fascia di Kuiper
- Comet Surface Sample Return - volta al recupero di campioni da una cometa
- Jupiter Polar Orbiter with Probes - una sonda in orbita polare attorno a Giove, con eventuali sonde atmosferiche

Considerò inoltre altre cinque proposte
- Geophysical Network Science - una rete di sismografi sui corpi del sistema solare interno
- Trojan/Centaur Reconnaissance Flyby - missione di ricognizione degli asteroidi troiani di Giove e dei centauri
- Asteroid Rover/Sample Return - missione volta al recupero di campioni da un asteroide
- Io Observer - una missione osservativa di Io
- Ganymede Orbiter - un orbiter di Ganimede

ritenendole, tuttavia, tecnologicamente più ardue e/o scientificamente meno prioritarie delle precedenti.
Con la missione New Horizons che già corrispondeva ad una delle priorità individuate, la NASA avviò una selezione per una seconda missione nell'ambito del Programma New Frontiers nel 2005. Come già era accaduto per la missione diretta verso Plutone, la proposta per l'orbiter di Giove si avvantaggiava dell'esperienza maturata in tre precedenti candidature nel Programma Discovery. Solida dal punto di vista scientifico, tecnologico ed economico, la missione Juno fu approvata, con un lancio previsto nel 2011.
Il secondo processo di selezione risultò interessante anche per un altro aspetto. Il gruppo di lavoro che stava sviluppando Juno dimostrò che non sarebbe stato possibile soddisfare i requisiti di costo se la missione avesse previsto anche delle sonde atmosferiche. Suggerì dunque un modo alternativo per rispondere al quesito (valutare la quantità d'acqua presente nell'atmosfera di Giove) posto dalla comunità scientifica attraverso il National Research Council. Ciò condusse il National Research Council a rivedere parzialmente il proprio documento.
Nel 2008, il Committee on New Opportunities in Solar System Exploration (NOSSE) del National Research Council invitò la NASA ad aprire la selezione per la terza missione (e le successive) a tutte le proposte di missione che erano state indicate nel 2003: ciò avrebbe permesso alla lunga di rendere realizzabili soluzioni che non fossero risultate ancora mature. Suggerì inoltre di indicare chiaramente gli obiettivi scientifici da raggiungere, ma non modalità specifiche per farlo.
La selezione di una terza missione avvenne tra il 2009 e il 2011, quando fu approvata la missione per il recupero di campioni da un asteroide - denominata OSIRIS-REx. Nello stesso anno, attraverso lo Space Studies Board Annual Report 2011, fu indicata alla NASA la lista delle missioni che avrebbero dovuto essere oggetto delle selezioni seguenti.

## Missioni in corso

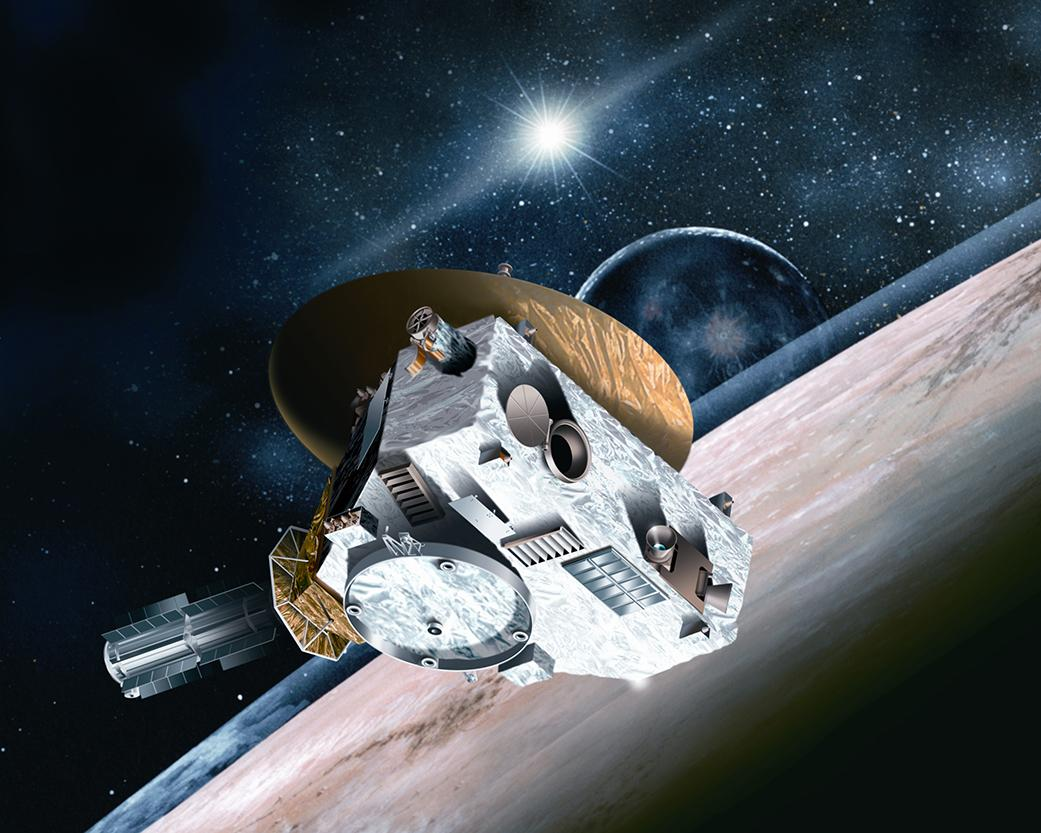
La sonda New Horizons.

### New Horizons
Sonda lanciata verso Plutone il 19 gennaio 2006. Dopo la manovra effettuata nel febbraio del 2007 che ha sfruttato la spinta gravitazionale di Giove, la sonda ha effettuato un sorvolo ravvicinato di Plutone il 14 luglio 2015 mandando sulla Terra le prime immagini dirette e in alta risoluzione del pianeta. La sonda successivamente ha effettuato il sorvolo di un secondo oggetto appartenente alla fascia di Kuiper, l'asteroide (486958) 2014 MU69 (chiamato comunemente dai media Ultima Thule) nel gennaio del 2019.

### Juno
Missione che studierà il campo magnetico di Giove, attraverso una sonda che manterrà una orbita polare. Gli obiettivi principali saranno:
- capire le proprietà strutturali e la dinamica generale del pianeta attraverso la misurazione della massa e delle dimensioni del nucleo, dei campi gravitazionale e magnetico.
- misurare la composizione dell'atmosfera gioviana (in particolare le quantità di gas condensabili come H2O, NH3, CH4 e H2S), il profilo termico, il profilo di velocità dei venti e l'opacità della nubi a profondità maggiori di quelle raggiunte dalla sonda Galileo
- investigare la struttura tridimensionale della magnetosfera dei poli.

Il lancio è avvenuto nell'agosto 2011, e l'arrivo è avvenuto il 5 luglio del 2016.

### OSIRIS-REx
Missione per il recupero di campioni dalla superficie dell'asteroide 101955 Bennu ed il loro trasporto sulla Terra. Gli obiettivi principali saranno:
- caratterizzare la superficie di un piccolo asteroide, rimasto potenzialmente immutato dagli albori del sistema solare.
- rilevare la presenza di composti organici.
- studiare con precisione l'effetto YORP per 1999 RQ36

Il lancio è avvenuto nel 2016, l'arrivo sull'asteroide è avvenuto nel dicembre 2018. Il ritorno del campione sulla Terra è avvenuto con successo il 24 settembre 2023 alle 14:53 UTC. .

## Missioni future

### Dragonfly
Dragonfly è una missione che invierà un velivolo robotico mobile su Titano, la luna più grande di Saturno e utilizzerà generatori termoelettrici a radioisotopi multi-missione (MMRTG) per l'energia necessaria per navigare attraverso l'atmosfera di Titano. Il limite dei costi di sviluppo è di circa 1 miliardo di dollari. Il lancio di Dragonfly è previsto per giugno 2027.
Nel 2017 erano state proposte 12 missioni compresa Dragonfly:
Venere
- Venus In Situ Atmospheric and Geochemical Explorer, una sonda atmosferica e un lander per studiare la superficie di Venere.
- Venus Origins Explorer (VOX), un orbiter
- Venus In situ Composition Investigations, un lander

Comete
- Comet Nucleus Dust and Organics Return (CONDOR), per la raccolta di campioni dalla cometa 67P/Churyumov-Gerasimenko
- Comet Rendezvous, Sample Acquisition, Investigation, and Return (CORSAIR) would sample cometa 88P/Howell.
- Comet Astrobiology Exploration (CAESAR), per la raccolta di campioni dalla cometa 67P/Churyumov–Gerasimenko

Luna
- MoonRise, una missione per la raccolta di campioni dall bacino Polo Sud-Aitken

Saturno e satelliti
- Oceanus, un orbiter per lo studio dell'abitabilità planetaria di Titano
- Dragonfly, un drone per l'esplorazione di Titano
- Enceladus Life Finder (ELF), un orbiter per studi astrobiologici su Encelado
- Enceladus Life Signatures and Habitability (ELSAH)
- Saturn PRobe Interior and aTmosphere Explorer (SPRITE), una sonda atmosferica per studiare l'atmosfera di Saturno

Tuttavia, il 27 giugno 2019, Dragonfly è stata selezionata per diventare la quarta missione del programma, venendo preferita nell'ultima scelta a CAESAR.

## New Frontiers 5
Il sondaggio decennale raccomanda di selezionare due missioni "New Frontier" per decennio. La revisione intermedia del 2018 per il decennio 2013-2022 del Decadel Survey ha rilevato che la NASA era rimasta attardata rispetto a tale cadenza e ha raccomandato di rilasciare l'annuncio delle prospettive New Frontiers 5 entro dicembre 2021. Thomas Zurbuchen, amministratore associato per la direzione della missione scientifica, ha risposto positivamente alla raccomandazione della revisione, affermando che la NASA si impegnerà a organizzare due concorsi New Frontiers ogni decennio.
La NASA ha annunciato l'inizio del New Frontiers 5 a marzo 2023. Nell'annuncio è stato affermato che per le missioni candidate esiste la possibilità di far uso di generatori a radioisotopi (RTG).
La NASA ha pubblicato la bozza dell'annuncio dell'opportunità il 10 gennaio 2023. Il 24 agosto 2023 ha annunciato che, a causa dei vincoli di bilancio imposti dal governo statunitense, il rilascio ufficiale dell'annuncio di opportunità per New Frontiers 5 non avverrà prima del 2026.

## Altre missioni proposte

### Venus In-situ Explorer (VISE)
La missione Venus In-Situ Explorer ha il compito di analizzare la composizione e le proprietà della superficie di Venere. L'explorer acquisirà e studierà un campione della superficie, misurandone gli elementi e la mineralogia dei materiali.
L'esplorazione della superficie e la bassa atmosfera di Venere presenta grandi sfide tecnologiche, ma offre allo stesso tempo maggiori risultati scientifici. Le grandi differenze della tettonica, del vulcanismo, dei processi superficie-atmosfera e della chimica tra Venere e la Terra hanno determinato delle condizioni molto diverse dei due pianeti. Nonostante il limite di budget del programma New Frontiers, che non sarebbe sufficiente per progettare una missione che permetta il ritorno sulla Terra di campioni del terreno e/o dell'atmosfera, attraverso metodi innovativi è possibile raggiungere la maggior parte degli obiettivi scientifici seguenti
- capire la fisica e la chimica dell'atmosfera attraverso misurazioni della composizione, in particolare dei gas, degli isotopi leggeri stabili e degli isotopi dei gas nobili
- capire la fisica e la chimica della crosta attraverso l'analisi di immagini nell'infrarosso vicino riprese nella bassa atmosfera fino alla superficie e la misurazione delle quantità degli elementi e la mineralogia di un campione di suolo.
- capire le proprietà dell'atmosfera venusiana attraverso misurazioni meteorologiche e migliorare le attuali conoscenze dei venti zonali presenti a livello delle nubi
- capire l'ambiente meteorologico della crosta del pianeta nel contesto della dinamica atmosferica e della composizione dei materiali

Proposta perché fosse lanciata nel 2013, la missione è giunta alle fasi finali di selezione per il lancio nel 2016, ma ad essa è stata preferita OSIRIS-REx.

### Lunar South Pole-Aitken Basin Sample Return
La superficie del cratere South Pole Aitken Basin, che si trova nella regione polare meridionale della Luna, potrebbe contenere parte della mineralogia della crosta inferiore lunare. È molto interessante lo studio di campioni di questi antichi materiali per migliorare la comprensione del passato lunare. Una missione che riporti sulla Terra questi campioni potrebbe, attraverso le analisi in laboratori terrestri, conseguire i seguenti obiettivi scientifici:
- migliorare la comprensione della natura della crosta inferiore lunare attraverso misurazioni dirette della composizione e dell'età
- determinare la cronologia degli impatti astronomici e il periodo di bombardamento del sistema solare interno, quindi rispondere a domande fondamentali sulla cronologia degli impatti e i relativi processi
- analizzare le fonti di torio e altri elementi generatori di calore per capire la differenziazione e l'evoluzione termica del satellite
- determinare le età e la composizione dei basalti del lato nascosto in modo da capire come queste regioni differiscono dalle regioni nelle quali sono stati raccolti campioni dalle missioni Apollo

Proposta perché fosse lanciata nel 2013, la missione è giunta alle fasi finali di selezione per il lancio nel 2016, ma ad essa è stata preferita OSIRIS-REx.

### Comet Surface Sample Return
Il Comet Surface Sample Return dovrebbe comprendere uno studio dettagliato delle comete che potrebbe aiutare a comprendere le condizioni fisiche e gli elementi costitutivi dei primi momenti del sistema solare, inclusa l'origine dell'acqua e degli elementi biogenici.
Una missione per raccogliere campioni di polveri ed eventuali composti organici provenienti da diversi luoghi della superficie del nucleo della cometa è di interesse scientifico fondamentale per raggiungere i seguenti risultati:
- capire la struttura e la composizione di una cometa attraverso misurazioni della complessità chimica di campioni, la consistenza dei micro-granuli e le loro forze coesive, l'età, la composizione dei ghiacci e dei granuli di silicati.
- comprendere la dinamica in tempo reale e l'evoluzione della superficie di una cometa sotto l'influenza della luce del sole studiando le condizioni diurne.
- studiare la struttura fisica generale di una cometa misurando le sue diversità interne.

Proposta perché fosse lanciata nel 2013, la missione non è giunta alle fasi finali di selezione per il lancio nel 2016.